# Ropalidia fluviatilis
Ropalidia fluviatilis är en getingart som först beskrevs av Meade-waldo 1912.  Ropalidia fluviatilis ingår i släktet Ropalidia och familjen getingar. Inga underarter finns listade i Catalogue of Life.